# Górno (gmina)
La gmina de Górno est une commune rurale de la voïvodie de Sainte-Croix et du powiat de Kielce. Elle s'étend sur 83,26 km2 et comptait 12 943 habitants en 2006. Son siège est le village de Górno qui se situe à environ 16 kilomètres  de Kielce.

## Villages
La gmina de Górno comprend les villages et localités de Bęczków, Cedzyna, Górno, Górno-Parcele, Krajno Drugie, Krajno Pierwsze, Krajno-Parcele, Krajno-Zagórze, Leszczyny, Podmąchocice, Radlin, Skorzeszyce et Wola Jachowa.

## Villes et gminy voisines
La gmina de Górno est voisine de la ville de Kielce et des gminy de Bieliny, Bodzentyn, Daleszyce et Masłów.